# Normatywny wpływ społeczny
Normatywny wpływ społeczny – wpływ innych ludzi, który prowadzi nas do konformizmu, ponieważ chcemy być przez innych lubiani i akceptowani. Zachowujemy się konformistycznie po to, aby być akceptowanym przez innych ludzi i być do nich podobnym, podporządkowujemy się, bo chcemy nadal być członkami grupy i zbierać korzyści, jakie wynikają z przynależności do niej.
Cechy NWS
- presja normatywna zwykle prowadzi do publicznego konformizmu bez udziału prywatnej akceptacji, czyli ludzie naśladują grupę nawet wtedy, gdy nie wierzą w to, co robią, albo wiedzą, że postępują niewłaściwie
- NWS może się pojawiać, gdy nie chcemy narażać na dezaprobatę społeczną, nawet ze strony obcych ludzi, których nigdy nie zobaczymy.